# 미국의 역사 (1945년~1964년)
1945년부터 1964년에 걸친 미국의 역사에는 전쟁의 시대이며, 제2차 세계 대전을 승리로 이끌었던 경제적 성장과 번영을 목격한 시대이며, 냉전 초기와 남부에서 〈짐크로우 법〉 분리를 끝내버린 흑인들의 민권 운동이 주목받은 사건이었다.
이 시대 미국은 제2차 세계 대전으로 황폐해졌고, 유럽에서 공산주의의 확산을 막기 위해 활발한 외교 정책을 펼친 기간이라고 볼 수 있다. 국내에서는 전후의 짧은 이행기 후에, 경제가 빠르게 성장했고, 핵전쟁의 위협이 세계를 덮었다. 더 강력한 무기로 상대를 위협하는 군비 경쟁이 시작되었다. 유엔군이 한국에 파견되어 공산주의 세력과 싸웠다. 소련은 공산주의 국가들과 바르샤바 조약기구를 결성했고, 미국을 중심으로 하는 북대서양 조약기구(NATO)로 대항했다.
이러한 국제적 긴장 속에서도 미국 내 대중들은 국내에서 편안하게 완화되었다. 특히 1955년 이후 고소득자들은 대형 고급차를 타고 돌아다니며, 가정 내에서 진공청소기, 세탁기, 토스터, 믹서, 다리미 등 집안일의 가사 노동으로부터 벗어나게 해주는 가전제품들이 등장했다. 21 세기 초기에 널리 쓰이게 이러한 것들은 이 시대에 처음 등장한 발명품들이었다. 20세기 초에 중류 가정에서는 보통이었던 동거자 하녀와 요리사는 1950년대에는 사실상 점점 사라지게 되었다. 자택 소유자는 온수로 따뜻하게 할 수 있는 중앙난방을 도입했다. 새로운 스타일의 가구는 밝고, 싸며, 가볍고 이동이 쉬웠다.

## 냉전

### 냉전의 원인

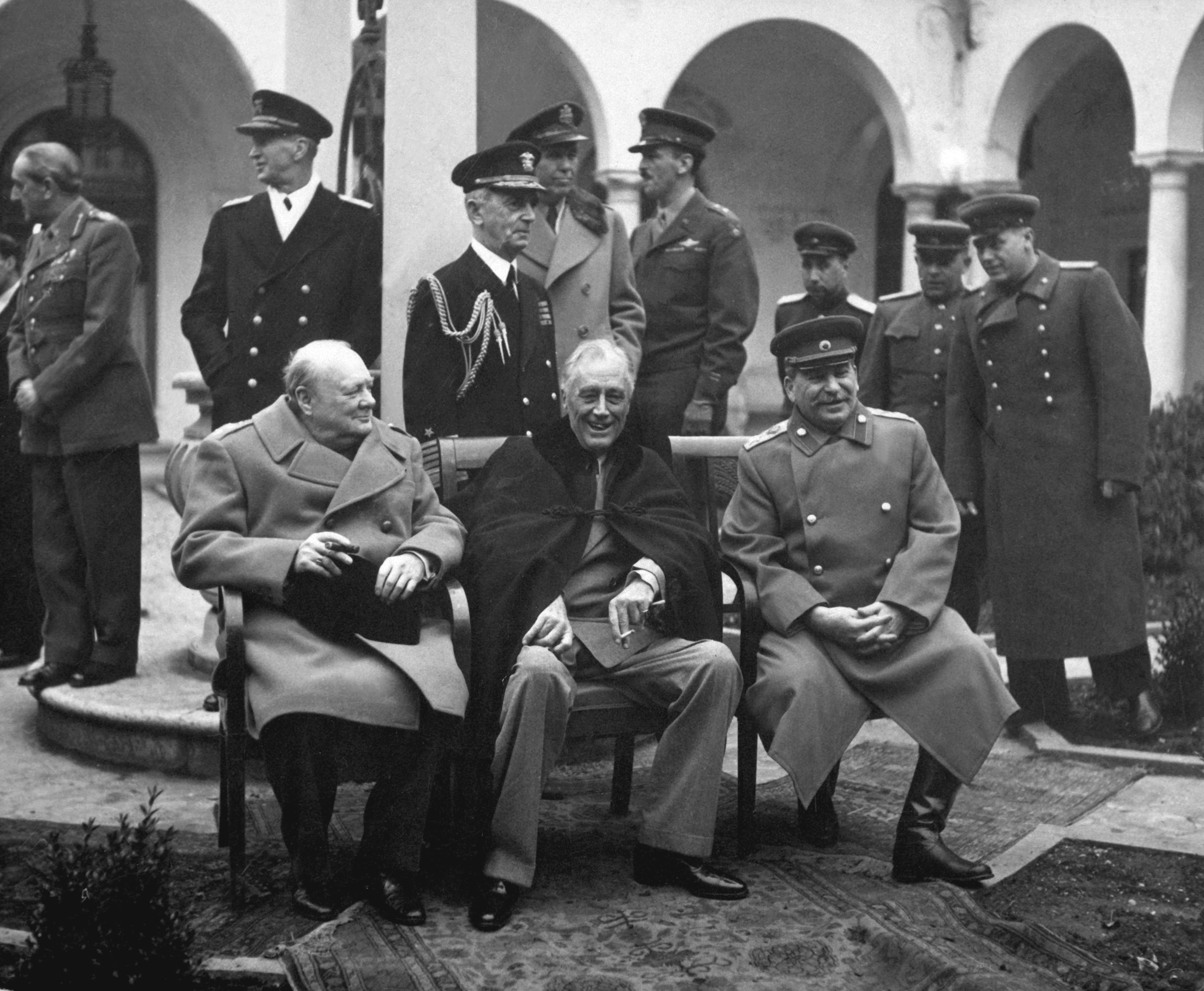
얄타에서 연합국 빅쓰리 지도자들: 영국 수상 윈스턴 처칠(왼쪽), 프랭클린 D. 루즈벨트(중앙), 이오시프 스탈린 (오른쪽)

제2차 세계 대전의 유럽 전선이 1945년 6월 8일에 끝났을 때 소련과 서방 국가(미국, 영국, 프랑스)의 군대는 독일의 중심을 지나는 전선에 위치하고 있었다. 이 전선이 약간 조정되기는 했지만, 그것이 그대로 냉전 때의 철의 장막이 되었다. 포츠담 회담에서 합의된 바와 같이, 오데르-나이세선의 동쪽에 사는 독일 국민은 강제 이주 되었다.
이후 얄타 회담에서 양측이 독일에 주둔하며, 모두 다른 쪽을 몰아내기 위해 군사력을 행사하지 않겠다는 합의에 이르렀다. 이 암시적 합의는 아시아에도 적용되면서 일본의 미군 점령과 남북한의 분할로 나타났다. 냉전의 시작과 동시에 짧은 기간 동안 전후 현상 유지가 되었지만, 1949년에 중국이 공산주의 세력의 손에 떨어지면서 상황은 급변하였다. 공산주의 세력이 세계의 거의 3분의 1을 지배했고, 미국은 세계의 초강대국이 되어 나머지 3분의 2에 영향력을 미쳤지만, 그 중에서도 마르크스주의 운동의 도전을 받는 나라가 있었다.
미국과 소련의 비전은 민주주의를 수반하는 자본주의와 일당 독재를 수반하는 공산주의라는 근본적인 차이가 있었다. 미국은 미래의 문제를 해결하는 윌슨주의의 도구로서 새로운 유엔을 구상했지만, 그러한 목표에는 실패했다. 미국은 1941년 대서양 헌장의 원리에 의거하여 전제주의와 식민지주의를 거부했다. 즉 민족 자결, 동등한 경제적 접근, 그리고 재구성된 자본주의와 다시 세계 정세의 중심이 될 수 있는 민주주의화된 유럽 재건이었다. 미국은 제2차 세계 대전 중 산업 인프라가 그대로 보존된(심지어는 더 강화된) 유일한 나라였다. 비록 프랭클린 D. 루즈벨트가 이오시프 스탈린과 개인적인 관계가 미래의 어려움을 해결할 수 있었겠지만, 트루먼 대통령은 훨씬 더 비관적인 입장에 있었다.
미국은 세계은행과 국제통화기금이라는 새로운 국제기구로 그들의 세계관을 주입시키려고 했다. 이들은 개방적인 자본주의 국제 경제를 확보하기 위해 설립되었다. 소련은 이에 참가하지 않았다.
소련은 그들의 국경에서 자본주의를 봉쇄하거나 격퇴하는 것이 중요한 관심사라는 것을 확인했다. 이오시프 스탈린은 폴란드, 루마니아, 동독과 불가리아에 친모스크바 정권을 내세우기로 결정했다. 이것은 얄타 회담에서 동유럽에 ‘자유선거’가 행해진다고 언급했던 자신의 성명과 일치했다. 영국 전 총리 윈스턴 처칠은 1946년에 스탈린이 ‘철의 장막’에서 새로운 러시아 제국의 영역을 폐쇄하려 하고 있다고 비난했다. 실제로 노동당 정권 하의 영국은 미국보다 더 반공주의의 첨병이었다. 그러나 영국의 경제는 사정이 여의치 않았고, 그리스에서 반공 활동을 할 여유가 없었다. 그리하여 미국에게 개입을 요구하였으며, 트루먼도 1947년 트루먼 독트린으로 화답을 했다.
1945년에서 1947년에 유럽 국가들에게 거대한 특별 차관과 선물을 마련한 후 미국은 해외 원조 프로그램을 재조직했다. 1948년에서 1951년에 걸친 마샬 플랜은 그들에게 120억 달러의 선물(일부는 차관)을 제공하여 서구 유럽의 경제를 현대화, 재건하도록 돕는 것이었다. 냉전은 시작되었고, 스탈린은 주변 위성 국가들에게 미국의 원조를 받는 것을 거부했다. 양측 모두 군사적 동맹을 전시 동원했다. 서구 유럽은 나토 (NATO)를 동유럽은 바르샤바 조약 기구를 1949년경 가동했다.

### 봉쇄 확대
미국에서는 국무부 정책 기획 본부장으로 발탁된 조지 케넌의 조언에 따라 소련의 봉쇄가 외교 정책이 되었다. 케넌은 소련의 권력 붕괴가 일어날 때까지 ‘전면 불변의 반격 능력’을 사용하여 ‘봉쇄’해야 한다고 주장했다. 이 정책은 1947년 3월 미국 의회에서 트루먼 독트린 연설에서 표명되었고, 미국은 공산주의 ‘봉쇄’를 위해 40억 달러를 내놓기로 했다고 언급했다. 이것은 그리스와 터키, 이란에서의 공산주의의 위협으로 인식된 그리스 내전(1946년 -1949년) 동안의 일이었다. 트루먼은 만약 그리스와 터키가 필요로 하는 도움을 받지 못하면, 공산주의에 굴복하는 것을 피하지 할 것이고, 그 결과는 도미노 효과로 지역 일대를 공산주의자에 빼앗기게 된다고 경고했다. 트루먼은 자신의 당인 민주당 다수의 지지를 얻었을 뿐만 아니라 의회 여당인 공화당의 지지도 얻었다. 공화당 상원 의원 아서 반덴버그가 공화당의 국제파 의원을 이끌고 로버트 태프트 등 고립주의파의 반대를 설득했다. 트루먼은 1947년 5월 트루먼 독트린에 서명하여 입법하고 터키와 그리스에 대한 군사 및 경제 원조로 4억 달러를 승인했다.
1946년 슈투트가르트 연설 이후 미국은 독일의 점령 정책에 영향을 준 모건소 플랜에서 느긋함을 떠나 재건 정책의 방향으로 진행했다. 유럽의 퇴색한 경제와 정치 정세를 본 미국은 1947년 중반에 우선 서유럽에서 이어 일본(남한과 대만 포함)에서 경제 재건을 시작했고, 1949년에는 서독도 포함했다. 이 마샬 플랜은 서유럽에 120억 달러를 할당했다. 스탈린은 그 위성 국가의 개입을 거부하고, 독일에서 소련이 점령하고 있는 지역 깊숙이 있는 베를린을 봉쇄하는 조치를 취했다. 군사적 충돌이 다가오는 가운데, 트루먼은 소련을 국제적으로 고립시키는 부양책을 취했다. 즉 소련 점령 지역을 넘어 베를린에 큰 공수 작전을 시작한 것이며, 이것은 1948년부터 1949년까지 계속되었다.
미국은 1949년에 다른 11개국과 함께 북대서양 조약기구를 결성하여 미국 역사 170년 만에 처음 유럽과 연관을 맺었다. 스탈린은 동유럽의 경제를 그 마셜 플랜에 대항하는 비전으로 통합하고 1949년에는 최초의 핵폭발 실험을 실시하여, 1950년 2월에는 중국과의 동맹 조약을 체결하고, 1955년에는 북대서양 조약기구에 대항하는 동유럽 바르샤바 조약 기구를 결성하여 대응했다.
1949년 중국 본토를 장악한 마오쩌둥은 중화인민공화국의 성립을 선언한 후 모스크바에 가서 중소 우호 동맹 상호 원조 조약의 협상을 벌였다.
미국 정부는 소련의 성공이 지속되는 사태에 직면하여 빠르게 ‘봉쇄’를 강화하고 확장하는 움직임에 나섰다. 1950년 비밀문서 NSC-68는 그 동맹을 강화하고 국방 예산을 4배로 하는 미국인이 비싼 냉전을 벌이도록 설득하기 위한 세심한 홍보 전략을 시작 제안을 했다. 트루먼은 수소 폭탄의 개발을 주문했고, 얼마 지나지 않아 소련도 핵 개발을 했다.
1950년대 초, 미국은 서독군을 결성할 계획을 세우고 일본과의 사이에 장기간 미국의 군사 기지를 두고 동아시아에서 미군을 주둔을 보장하는 평화 조약을 제안했다.
트루먼 독트린은 미국이 베트남에 관계되는 것에도 공헌했다. 트루먼은 프랑스가 인도차이나 반도의 식민지를 유지하도록 지원하려고 했다. 미국은 프랑스군에 식량을 공급하고 군사 고문을 파견하여 제1차 인도차이나 전쟁에서 공산 베트남 독립 운동 조직 베트민과 싸우도록 유도했다.

### 한국 전쟁
스탈린은 1950년 6월 북한이 미국의 지원을 받는 대한민국을 침략하겠다는 전략을 승인했다. 트루먼 대통령은 즉시 미군을 남한에 출병했다. 이 때 의회의 문의도, 승인도 받지 않았지만, 북한을 물리치고, 한반도를 재통일 하는 것에 대해 국제 연합의 승인을 얻었다.
전쟁 초기 미군은 지리멸렬했으며, 후퇴를 거듭했다. 더글러스 맥아더 장군이 인천 상륙 작전을 성공시킨 후 전세가 바뀌었다. 그러나 이 공세도 선전포고도 없이 수십 만 명의 중국군이 전쟁에 개입함으로써 미국, 유엔군, 한국군을 시작할 때의 북위 38도선까지 후퇴하여 유지하는 것으로 그쳤다. 전쟁은 교착상태가 되었고, 미군 사망자는 33,000명 이상, 부상자는 10만 명이 되었지만, 봉쇄 정책을 계속하는 결의 이외는 아무것도 하지 않았다. 트루먼은 맥아더를 해임시켰지만, 전쟁을 끝내지는 못했다. 드와이트 D. 아이젠하워는 1952년 미국 대통령 선거에서 트루먼의 ‘한국 공산주의와 스캔들’의 실패를 공격했고, 스스로 한국에 가서 전쟁을 끝낼 것이라고 약속했다. 아이젠하워는 1953년에 핵무기를 사용하겠다고 위협하고, 휴전으로 전쟁을 끝냈다. 이 휴전은 현재도 진행 중이다.

### 아이젠하워 행정부

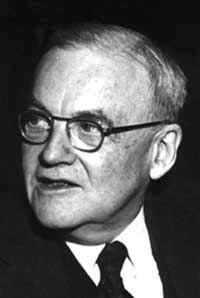
존 포스터 덜레스

스탈린이 1953년 사망하고 1952년 대선에서 승리한 드와이트 D. 아이젠하워는 이 기회를 이용하여 한국 전쟁을 끝냈지만 냉전 정책은 유지했다. 국무 장관 존 포스터 덜레스가 1950년대의 미국 외교 정책의 중심인물이었다. 덜레스는 트루먼 행정부의 ‘봉쇄’를 비난하고 공산주의 ‘후퇴’로 이어지게 된 적극적 ‘해방’ 계획을 도입했다. 이 원칙에서 가장 눈에 띄는 점은 1954년 초기에 덜레스가 발표한 ‘대량 보복’ 정책이며, 트루먼 행정부가 행했던 비싼 전통적인 지상군 파견을 피하고, 미국의 핵무기와 기밀 정보의 큰 우월성을 살리려는 것이었다. 덜레스는 이 방식을 ‘벼랑 끝 정책’이라고 불렀다.
양 진영은 공공연한 또한 비밀스런 방법을 통해 그 영향력이 미치는 범위를 계속 확장하려 했다. 소련의 새 지도자 니키타 흐루쇼프는 인도 등 어디 곳에도 동맹하지 않는 제3세계의 비공산주의 국가와의 새로운 관계를 구축함으로써 모스크바의 정책을 확장했다. 또한 수소 폭탄을 개발하고 1957년에는 세계 최초의 인공위성을 쏘아 올려서 소련의 영향력을 더했다.
동시에 소련은 동맹국과 우방국의 결속을 다져 갔다. 1953년 소련군이 동독의 폭동을 진압했다. 또한 1956년 헝가리는 헝가리 동란에 소련군이 개입해 진압했다. 1959년 쿠바 혁명을 피델 카스트로가 성공시킨 후 흐루시초프는 쿠바와 동맹을 맺어 큰 성공을 거두었다.
그러나 이 승리는 오래 가지 못했다. 1961년 소련 동맹국인 동독은 동독 국민이 공산 동독 탈출에 상당한 지원을 받고 있는 자본주의 서베를린으로 도망을 막기 위해 베를린 장벽을 구축했다. 이것은 소련에 정보 전략에 큰 좌절이었다. 또한 중국과 소련의 우호 관계도 악화되었다.
소련 만이 다른 나라에 영향력을 발휘하려 한 것은 아니었다. 미국은 핵무기의 우월성을 내세워 소련의 간섭을 막고 중앙정보국을 통해 이란과 과테말라의 정권을 전복시켰다. 1958년, 미국은 레바논에 9달 동안 군대를 파견하여 남북 전쟁의 위기를 고조시켰다. 1954년부터 1961년 아이젠하워는 남베트남에 거액의 경제 원조와 695명에 달하는 군사 고문단을 파견했다.
1956년 영국과 프랑스가 수에즈 운하의 소유권을 되찾으려 한 이집트의 침략을 아이젠하워가 멈추게 하자, 북대서양 조약기구 내에서 최초의 부작용이 생겼다. 아이젠하워 정권은 NATO의 요국의 주장을 지지하는 대신 수에즈 지역에 프랑스와 영국 제국주의에 단순한 신중론에 반대했고, 이집트의 지도자 가말 압델 나세르가 오래된 식민지 세력과 떨어져 소련의 영향권으로 들어갈 것을 두려워했다.

### 쿠바 미사일 위기
냉전의 긴장은 쿠바 미사일 위기로 그 정점에 달했다. 이것은 소련이 쿠바에 핵미사일을 배치한 것으로 소련과 미국 사이의 긴장이 급격히 높아진 사건이었다. 이 위기는 1962년 10월 16일에 시작하여 13일간 이어졌다. 역사가들은 대부분은 두 강대국 사이에 핵전쟁 직전까지 간 것이 이 때라고 보고 있다.

## 풍요로운 사회와 또 다른 미국

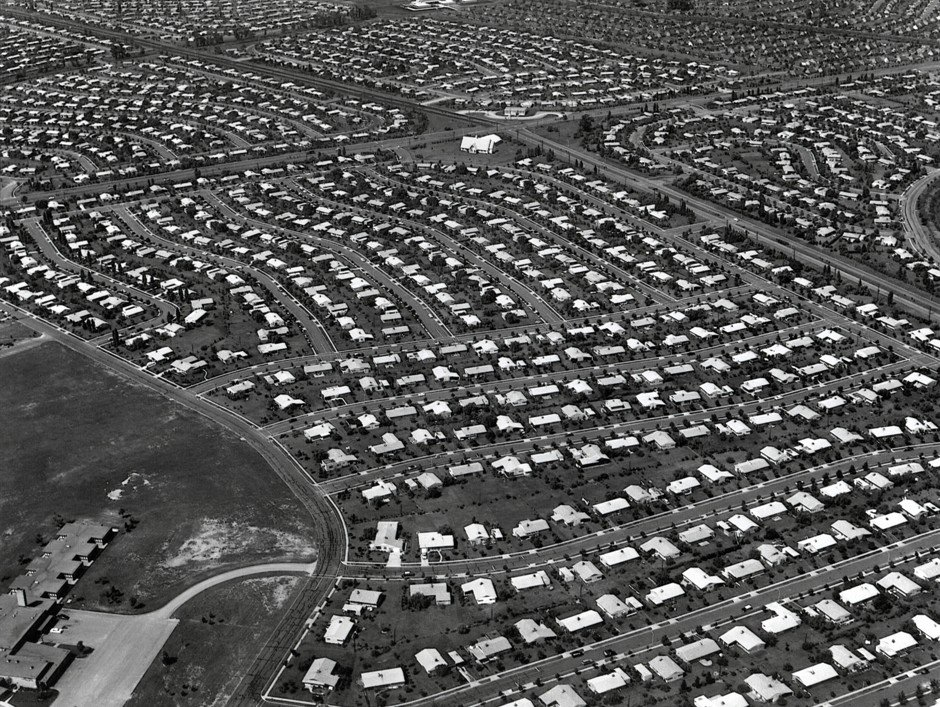
펜실베이니아 주, 교외의 레빗 타운은 교외주거지의 전형이었다. 1959년경

제2차 세계 대전이 끝난 직후 몇 년간은 백인 중산층에게 대체로 안정과 번영의 시대였다. 미국은 전쟁을 향한 힘을 급속하게 소비 문화의 방향으로 향하게 했다. 그러나 소비, 교외 및 경제 성장은 그 번영이 모두에게 돌아가는 것이 아니라는 사실에 그림자를 드리우고 있었다. 많은 미국인들은 아이젠하워 정권 동안 특히 노인과 비백인 소수 민족, 인종 사이에서 가난 속에 계속 살고있었다.
전후 번영의 결과로 1950년대 중산층 문화를 중심으로 소비재에 대한 수요가 늘어나, 소비재의 다양화와 간편한 장점이 요구되었고 그에 대한 광고도 증가했다. 1950년대와 1960년대의 부유한 미국인은 자동차, 세척기, 음식물 쓰레기 처리기, TV나 스테레오와 같은 생활을 윤택하게 하는 것을 요구했다. 이 시대의 번영은 투자가 아닌 소비가 추진력이었다.
1960년까지 자동차의 이동 거리가 증가하여 교외 인구는 국내의 3분의 1까지 늘어났다. 디트로이트의 자동차 제조 회사가 더 많은 자동차를 생산함에 따라, 해외 석유 자원에 대한 의존도도 올라갔다. 교외의 성장 요인은 전후 번영의 결과뿐만 아니라 단독 주택 시장의 혁신에도 기여했다. 윌리엄 레빗은 롱아일랜드에서 대규모 주택 개발 ‘레빗 타운’을 건설하기 위해 대량 생산 방식을 사용해, 국내의 트렌드를 만들었다. 한편, 교외 인구는 전후 베이비붐으로도 증가했다. 교외에서는 대가족을 위해 큰 집을 구할 수도 있었고, 도시보다 안전하고 프라이버시가 유지되는 소비재를 놓을 공간도 확보할 수 있었다. 교외의 대다수는 대부분 백인에 한정되어 있었다.
소수의 흑인이 그곳에 살기도 했지만, 그곳에 집을 가질 수 있는 자금이 풍부한 흑인이라고 해도 공식적이든, 비공식적이든 장애에 직면했다. 흑인이 교외에 살더라도 대체로 소극적이거나, 또는 공공연하게 교제에서 멀어지게 했다. 지역 사회의 감각을 팔고 있던 교외 거주자는 그 쾌적성과 균질성에 대해 이후 비판에 노출되었다. 실제로 교외에 많은 유사한 연령대와 경력을 가진 주민들이 살고 있었다.

## 민권 운동
재건 시대의 끝나갈 무렵부터, 많은 주에서 짐크로우 법을 채택하여, 흑인의 인종 차별을 강제했고 이류 계급으로 전락시켰다. 1896년의 '플래시 대 퍼거슨 사건'에 대해 미국 연방 대법원 판결은 인종 차별을 합헌으로 인정했다.

### 디프 사우스에서 흑인
1950년대에 남부의 선거권 차별은 널리 퍼져 있는 상태였다. 흑인 소농들은 투표를 하려고해도 백인 농민들에게 쫓겨나는 경우가 많았다. 유권자 등록위원회는 자격이 있는 흑인의 수를 제한하여 신청가능한 자격을 백인보다 문해력이 높은 정확도를 요구했다. 백인 지원자는 자신의 차 안이나 집에서도 등록이 가능했지만, 흑인 신청자는 뒷전으로 하고 법원에서도 흑인은 다른 등록 장소를 제공하였으며, 등록 양식을 작성도 백인 신청자 만에 도움을 주었고, 흑인의 등록 상황에 대해서는 아무런 고지도 하려고 하지 않았다.
차별에 저항한 남부의 흑인, 특히 소농들은 선거인 등록에서 배척되었다. 농촌의 부유한 흑인은 항상 고용주로부터 해고당할 위협 속에서 생활하고 있었다. 백인 가운데 ‘시민위원회’를 자칭하는 사람들은 저항하는 자에 경제 제재를 하는 정책을 취했다. 쿠 클럭스 클랜 같은 백인 자경단 조직은 남부에서 제동이 걸리지 않는 통치를 하는 경우가 많았으며, 흑인에 대한 린치는 일상적인 것이었고, 좀처럼 고발되지 않았다. 1882년부터 1950년대 초까지 국내에서 4,500명에 가까운 흑인이 린치를 당했다.

### 브라운 대 교육위원회 사건
민권 운동의 초기 단계에서는 소송과 로비 활동이 인종 차별 철폐 활동의 중심이었다. 캔자스주 토피카에서 ‘브라운 대 교육위원회 사건’(1954년), ‘포웰 대 앨라배마 사건’(1932년), ‘스미스 대 올라이트 사건’(1944년), ‘쉘리 대 크레이머 사건’(1948년), ‘스웻 대 페인터 사건’(1950년)과 ‘맥로린 대 오클라호마주 레전트 사건’(1950년)에서 미국 연방 대법원 판결에 의한 전술적 변화를 재촉하였으며, 1955년부터 1965년에 걸친 ‘직접 행동’이 전략이 되었다. 즉 버스 보이콧, 싯트인(농성, Sit-in), 프리덤 라이드(freedom rides)와 사회 개혁 운동이었다.
‘브라운 대 토피카 교육위원회 사건’(Brown v. Board of Education of Topeka) 판결은 흑인과 백인의 공공 교육 시설을 분리하는 것이 명백한 불법으로 획기적인 대법원 판결이며, 공교육의 ‘분리하되 평등하면 된다’는 원칙은 백인 미국인이 같은 기준의 시설에서 흑인을 교육할 수 있다고는 생각되지 않는다고 생각에 서 있었다. 미국 하원 의원 82명과 상원 의원 19명이 대법원 판결을 비난하는 ‘남부 매니페스토’에 서명했다.
1951년, 미국 캔자스 지역 법원에서 토피카 교육위원회에 대한 소송이 진행됐다. 원고는 토피카 3학년 린다 브라운이었고, 외딴 학교라서 1마일 (1.6 km)을 걸을 수밖에 없었으며, 백인 학교는 그녀의 집에서 불과 일곱 블록 떨어진 거리에 있었다. 브라운 소송은 전미 흑인 지위 향상 협회가 후원이 되어, 그 지도자인 서굿 마셜(이후 1967년에 미국 대법원 판사로 지명)이 변론에 나섰다. 지방 법원은 1896년 ‘플레시 대 퍼거슨 사건’의 대법원 판결을 인용, 교육위원회에 유리한 판결을 내렸다. ‘플레시 대 퍼거슨 사건’ 판결에서는 백인과 흑인에 열차 안에서 ‘차별하되 평등하면 된다’는 주법을 허용했다.
1957년 아칸소 주지사 오벌 포브스는 리틀 록 센트럴 고등학교의 인종 차별 철폐를 방지하기 위해 방위군을 사용하였다. 미시시피주의 주지사 로스 바넷과 앨라배마 주지사 조지 월러스는 각 대학에 현관을 물리적으로 폐쇄시켰다. 미시시피주 하원 의원인 E. H. 허스트는 선거인 등록 강습에 나타난 흑인 농부를 쫓아 죽였다. 앨라배마 버밍햄의 공공 안전 위원, 유진 T. 불 코너는 버스 프리덤 라이드 시도자에 대한 폭력을 옹호하고, 시위자들에게 소방 호스와 경찰견을 데려가도록 명령했다. 앨라배마주 댈러스 카운티의 보안관 짐 클라크는 피의 일요일 사건의 행진 참가자들에게 보안관 보좌관들을 느슨하게 통제하였고, 자신도 다른 항의 참가자를 위협했다. 남부의 경찰이 날조된 혐의로 민권 운동가를 체포했다. 일부 주의 백인 판사들은 흑인을 살해했다고 하는 자들을 무죄 방면했다.

### 민권 운동 조직

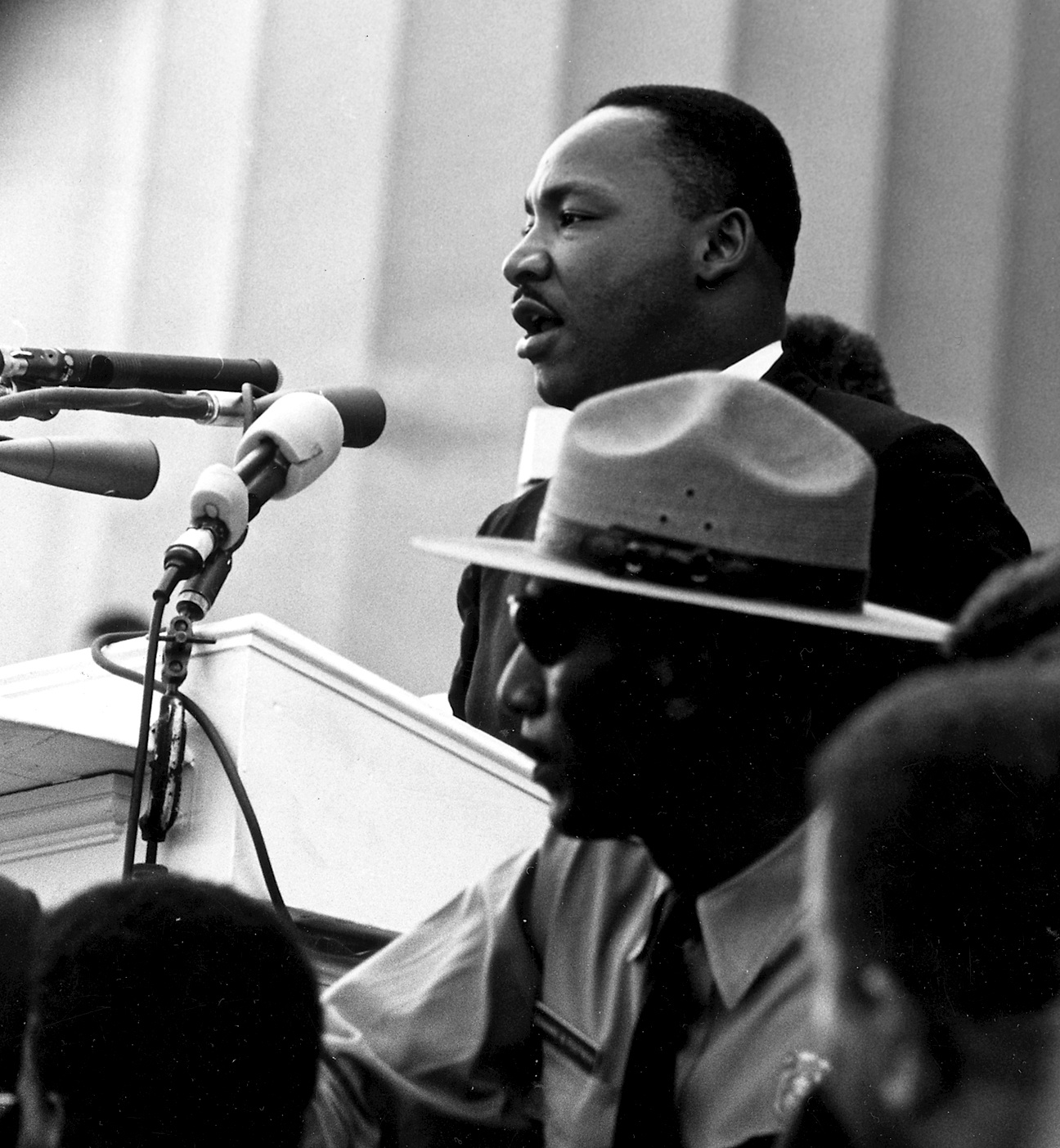
1963년 워싱턴 DC 민권 운동 행진에서 연설하는 마틴 루터 킹 주니어

민권 운동은 백인 지지자와 동조자도 있었지만, 흑인에 의해 기획, 지도, 조직화되었고 참여했다. 그들은 자신과 가족을 위해 자유 투쟁의 최전선에 나섰다. 그 영웅적인 행동은 신문 그리고 이후에는 텔레비전을 통해 미국 전체에 보도된 평화적인 행진과 시위와 경찰에게 폭력을 사용하여 공격하는 모습이 비춰졌다. 경찰은 곤봉, 채찍, 소방 호스, 경찰견을 이용해 시위대를 위협하거나, 대량 체포가 이루어졌다. 이 운동의 두 번째 측면은 한두 명의 지도자가 이끄는 것이 아니라는 것이었다. 오히려 분산된 풀뿌리 운동이며, 다양한 전술을 통해 많은 장소에서 인종 차별을 공격한 것이었다.

#### 비폭력 운동
민권 운동에서 말콤 X 같은 특정 집단이나 개인은 흑인, 흑인 분리주의 또는 무장 저항조차 이끌었던 사람이 있었다. 그러나 대다수 운동 참가자는 정치적 이득을 얻기 위하여 폭력을 참는 것이 억압받는 소수의 신중한 결단이라고 생각하고 비폭력의 원칙을 철저한 유지했다. 민권 운동가는 비폭력 전략을 사용하여 당시 인기를 끌고 있던 전국 네트워크 보도, 특히 텔레비전을 우방으로 삼아 국민들의 주의를 끌었고, 미국 의회와 백악관의 관심을 끌었다.

#### 흑인 교회의 영향 및마틴 루터 킹 주니어
이 운동에서 흑인 교회의 지도적 역할은 조직 구조와 기능의 자연스러운 확장으로 이어졌다. 그들은 사회에서 부정하는 역할을 행사할 기회를 교회에 제안했다. 흑인 교회는 그 역사를 통해 예배를 위한 장소로서 역할을 했으며, 또한 지역 사회의 ‘게시판’, 신용 조합, 논쟁을 재판 ‘인민 법원’ 지원 단체 및 정치 활동의 중심 역할을 했다. 이러한 이유로 목사의 중요성을 높아졌다. 가장 저명한 민권 운동 목사는 마틴 루터 킹 주니어였다.
킹은 《타임 (TIME)》 매거진이 선정하는 ‘올해의 인물’(Man of the Year)에 1963년 선정되었다. 흑인의 자유를 위해 피로를 모르는 행동과 강한 지도력으로 세계적인 명성을 얻었고, 1964년 노벨 평화상까지 차지했다.

#### 학생 운동
남부에서도, 북부에서도 학생과 학생이 민권 운동의 모든 단계에서 중요한 역할을 했다. 교회와 학생이 주도하는 운동은 그 조직을 지지하는 구조를 발전시켰다. 1957년에 설립된 남부 기독교 지도자 회의(Southern Christian Leadership Conference, SCLC) 대다수는 북부에서 기금을 조성하고, 지역에서 시위와 흑인 지도자 양성에 보냈다. 또한 1957년에 설립된 학생 비폭력 조정위원회(Student Nonviolent Coordinating Committee, SNCC)는 ‘보석금 없는 감옥(jail-no-bail)’ 전략을 발전시켰다. 학생 비폭력 조정위원회의 역할은 ‘싯트인’(sit-in, 농성) 운동을 발전시켜 서로를 묶어주는 것과 ‘프리덤 라이드’(freedom rides), ‘유권자 등록 운동’ 등의 항의 운동의 조직화를 후원했던 것이었다. 이 새로운 조직은 기존 조직, 예를 들면 1909년에 설립된 전미 흑인 지위 향상 협회(National Association for the Advancement of Colored People, NAACP)나 1942년에 설립된 인종 평등 회의(Congress of Racial Equality, CORE) 및 전국 도시 동맹(National Urban League) 등과 자주 힘을 합쳤다. 전미 흑인 지위 향상 협회의 지도자 로이 윌킨스는 투옥된 시위 참가자들의 법률 상담을 하거나, 보석금을 모으기에 기여하였고 그 이전 반세기 동안 계속하고 있던 같은 법원에서 인종 차별과 인종 분리에 대한 판단을 바라보는 움직임을 계속했다. 인종 평등 회의는 1961년 프리덤 라이드를 시작하게 하여, 그것에 학생 비폭력 조정위원회의 회원을 끌어들였다. 지도자 제임스 L. 파머는 나중에 학생 비폭력 조정위원회의 사무총장이 되었다.

#### 존 F. 케네디행정부의 양가적 영향
존 F. 케네디 정부는 학교나 공공 시설에서 인종 분리 철폐의 강제를 지지했다. 법무 장관이었던 로버트 케네디는 미국 흑인의 선거권을 보장하기 위해 4개주에 50개 이상의 소송을 제기했다. 그러나 FBI 장관 존 에드거 후버는 민권 운동에 공산주의자들의 영향이 있을 가능성을 걱정했고, 개인적으로는 킹을 적대하고 있었으므로, 킹과 다른 민권 운동 지도자 신용을 떨어뜨리록 FBI를 통해 공작을 벌였다.

## 케네디 행정부

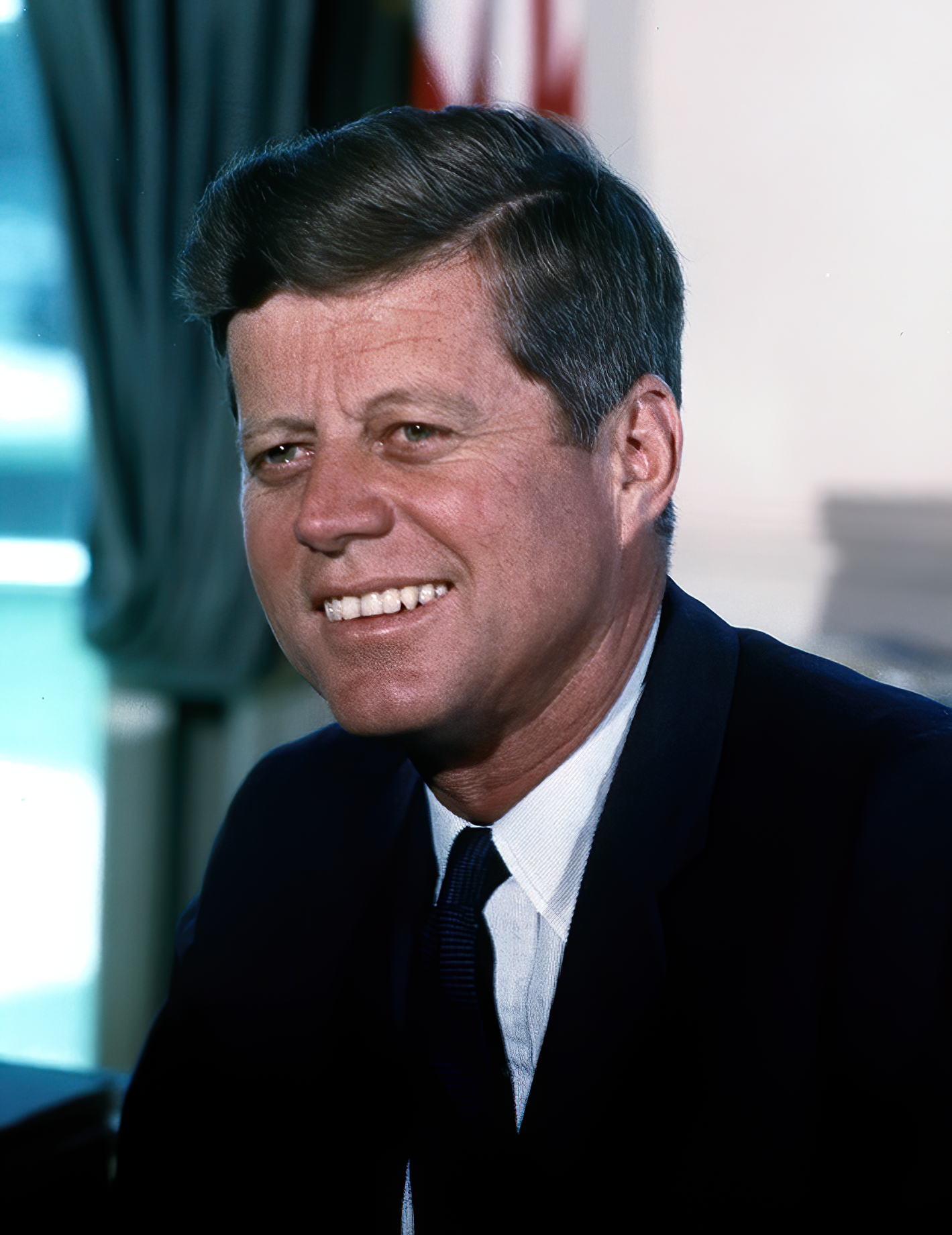
존 F. 케네디

케네디 대통령의 재임 기간은 약 1,000일에 불과했다. 이 짧은 재임 기간에 우주 개발 경쟁에서 미국의 역할을 가속시킨 것으로, 베트남 전쟁에서 미국의 역할을 확대시키기 시작했다. 쿠바 미사일 위기의 해결과 소련과의 냉전을 악화시켰던 피그만 침략, 프리덤 라이드에 대한 공격, 미시시피 대학의 인종 통합 제임스 메레디스를 향한 집단 폭력, 버밍햄 운동 때의 마틴 루터 킹 주니어의 투옥, 그리고 동생 로버트 케네디를 법무장관으로 입각시킨 것 등 다채로운 사건이 이어졌다.
케네디는 1963년 11월 22일, 텍사스주 댈러스에서 암살되었다. 암살범으로 추정되었던 리 하비 오스왈드는 공식적으로 고발되어 재판을 받기 전에 잭 루비에 의해 사살되었다. 케네디와 오스왈드가 살해된 날로부터 4일 후 대통령직을 계승한 린든 B. 존슨이 암살 사건을 조사하기 위해 워렌 위원회를 설치했다.
케네디 암살 후 존슨은 잔여 임기를 케네디 노선의 계승과 생각을 이어가는 방식으로 맡았다. 로버트 케네디를 비롯한 케네디의 장관들에게는 나머지 기간을 근속하도록 설득했다. (그러나 존슨과 로버트 케네디는 최악의 사이였다고 알려져 있다.) 존슨은 1964년 《투표권법》을 통과시키기 위해 상당한 정치 수완을 발휘했다. 이 행동에 의해 1964년 미국 대통령 선거에서 쉽게 재선되었다.

## 같이 보기
- 미국의 역사 (1964년~1980년)